# Robert Downey Jr.
Robert Downey Jr., ameriški filmski igralec, * 4. april 1965, New York, Združene države Amerike.
Downey Jr. se je na filmskih platnih prvič pojavil leta 1970, ko je s petimi leti zaigral v filmu svojega očeta Pound. Šele po filmu Less Then Zero (1987) je začel dobivati večje vloge v filmih, kot so Air America, Soapdish in Natural Born Killers. Leta 1992 si je s filmom prislužil tudi nominacijo za oskarja.
Po dolgem boju z drogami med letoma 1996 in 2001 se je njegova kariera zopet začela vzpenjati. Igral je v nekaterih neodvisnih filmih, kot so The Singing Detective (2003), Kiss Kiss Bang Bang (2005) in A Scanner Darkly (2006). K temu je dodal še stranske vloge v filmih Gothika (2003) in Zodiac (2007). Leta 2004 je izdal tudi svoj prvi studijski album z naslovom The Futurist.
Leta 2007 je bil izbran za glavno vlogo v adaptaciji stripa Iron Man. Film je med prvim vikendom prikazovanja zaslužil skoraj 100 milijonov dolarjev v ZDA in Kanadi. Leta 2008 je odigral še v filmu Tropic Thunder, kjer je zaigral avstralskega igralca, ki igra afriško-ameriškega vojaka. Za to vlogo si je prislužil še drugo nominacijo za oskarja (najboljša moška stranska vloga). Nato je igral še Sherlocka Holmesa v istoimenskem filmu (adaptacijo je režiral Guy Ritchie), za katerega je prejel Zlati globus. Nazadnje je ponovil vlogo Tonyja Starka v Maščevalci: Zaključek. 

## Življenje
Robert Downey Jr. se je rodil na Manhattnu očetu Robertu in mami Elsie. Oče Robert Downey Sr. je igralec, pisatelj, producent in režiser mama pa igralka. Downeyjev oče ima irske in ruske korenine, mama pa nemške in škotske. Downey je imel v otroštvu manjše vloge v očetovih projektih. Pri desetih letih je živel v Angliji, kjer se je učil tudi baleta. Odraščal je v Greenwich Village-u, obiskoval je šolo Stagedoor Manor Performing Arts Training Center v New Yorku. Po ločitvi staršev leta 1978 se je preselil v Kalifornijo z očetom. Šolal se je na srednji šoli v Santa Monici, a je s šolanjem leta 1982 prenehal, se preselil nazaj v New York in tam nadaljeval z igralsko kariero. Med letoma 1992 in 2004 je bil poročen z igralko in pevko Deborah Falconer, s katero ima enega otroka. Leta 2005 se je ponovno poročil in sicer s producentko Susan Levin.

## Filmografija
| Leto | Naslov                                       | Vloga                       | Opombe |
| ---- | -------------------------------------------- | --------------------------- | --- |
| 1970 | Pound                                        | Puppy                       | Režija: Robert Downey, Sr. |
| 1972 | Greaser's Palace                             | uncredited                  | Režija: Robert Downey, Sr. |
| 1975 | Moment to Moment                             | uncredited                  | Režija: Robert Downey, Sr. |
| 1980 | Up the Academy                               | Caleb Yoon                  | Režija Robert Downey, Sr. |
| 1983 | Baby It's You                                | Stewart                     | |
| 1984 | Firstborn                                    | Lee                         | |
| 1985 | Tuff Turf                                    | Jimmy Parker                | |
| 1985 | Weird Science                                | Ian                         | |
| 1986 | Back to School                               | Derek Lutz                  | |
| 1986 | America                                      | Paulie Hackley              | Režija: Robert Downey, Sr. |
| 1987 | The Pick-up Artist                           | Jack Jericho                | |
| 1987 | Less Than Zero                               | Julian Wells                | |
| 1988 | Johnny Be Good                               | Leo Wiggins                 | Igra tudi Robert Downey, Sr. |
| 1988 | 1969                                         | Ralph Karr                  | Igrata tudi Kiefer Sutherland and Winona Ryder |
| 1988 | Rented Lips                                  | Wolf Dangler                | Režija: Robert Downey, Sr. |
| 1989 | That's Adequate                              | Albert Einstein             | |
| 1989 | True Believer                                | Roger Baron                 | |
| 1989 | Chances Are                                  | Alex Finch                  | |
| 1990 | Air America                                  | Billy Covington             | |
| 1991 | Too Much Sun                                 | Reed Richmond               | Režija: Robert Downey, Sr. |
| 1991 | Soapdish                                     | David Seton Barnes          | |
| 1992 | Chaplin                                      | Charlie Chaplin             | Nagrada BAFTA za najboljšega glavnega igralca Nagrada londonskih filmsckih kritikov za najboljšega igralca Nominacija za oskarja Nominacija za zlati globus |
| 1993 | Heart and Souls                              | Thomas Reilly               | Nagrada Saturn za najboljšegaigralca |
| 1993 | The Last Party                               | Robert Downey Jr.           | Dokumentarec |
| 1993 | Short Cuts                                   | Bill Bush                   | |
| 1994 | Hail Caesar                                  | Jerry                       | Igra tudi Robert Downey, Sr. |
| 1994 | A Century of Cinema                          |                             | Dokumentarec |
| 1994 | Natural Born Killers                         | Wayne Gale                  | |
| 1994 | Only You                                     | Peter Wright, alias Damon   | |
| 1995 | Richard III                                  | Earl Rivers                 | |
| 1995 | me for the Holidays                          | Tommy Larson                | |
| 1995 | Restoration                                  | Robert Merivel              | |
| 1997 | Danger Zone                                  | Jim Scott                   | |
| 1997 | One Night Stand                              | Charlie                     | |
| 1997 | Two Girls and a Guy                          | Blake Allen                 | |
| 1997 | Hugo Pool                                    | Franz Mazur                 | Režija: Robert Downey Sr. |
| 1998 | The Gingerbread Man                          | Clyde Pell                  | |
| 1998 | U.S. Marshals                                | Special Agent John Royce    | |
| 1999 | In Dreams                                    | Vivian Thompson             | |
| 1999 | Friends & Lovers                             | Hans                        | |
| 1999 | Bowfinger                                    | Jerry Renfro                | |
| 1999 | Black and White                              | Terry Donager               | |
| 2000 | Wonder Boys                                  | Terry Crabtree              | |
| 2000 | Auto Motives                                 | Rob                         | |
| 2002 | Lethargy                                     | Animal therapist            | |
| 2003 | Whatever We Do                               | Bobby                       | |
| 2003 | The Singing Detective                        | Dan Dark                    | |
| 2003 | Charlie: The Life and Art of Charles Chaplin | Robert Downey Jr.           | |
| 2003 | Gothika                                      | Pete Graham                 | Producentka: Susan Downey |
| 2004 | Eros                                         | Nick Penrose                | |
| 2005 | Game 6                                       | Steven Schwimmer            | |
| 2005 | The Outsider                                 |                             | Dokumentarec |
| 2005 | Kiss Kiss Bang Bang                          | Harry Lockhart              | Producentka Susan Downey |
| 2005 | Good Night, and Good Luck                    | Joseph Wershba              | |
| 2005 | Hubert Selby Jr: It/ll Be Better Tomorrow    |                             | Dokumentarec |
| 2006 | The Shaggy Dog                               | Dr. Kozak                   | |
| 2006 | A Scanner Darkly                             | James Barris                | |
| 2006 | A Guide to Recognizing Your Saints           | Dito Montiel                | |
| 2006 | Fur: An Imaginary Portrait of Diane Arbus    | Lionel Sweeney              | |
| 2007 | Zodiac                                       | Paul Avery                  | |
| 2007 | Lucky You                                    | Telephone Jack              | |
| 2007 | Charlie Bartlett                             | Principal Nathan Gardner    | |
| 2008 | Iron Man                                     | Tony Stark/Iron Man         | Nagrada Saturn za najboljšega igralca Nagrada filmskih kritikov iz Ohia za igralca leta                                                                     |
| 2008 | The Incredible Hulk                          | Tony Stark/Iron Man         | |
| 2008 | Tropic Thunder                               | Kirk Lazarus                | Nominacija za oskarja |
| 2009 | The Soloist                                  | Steve Lopez                 | |
| 2009 | Sherlock Holmes                              | Sherlock Holmes             | |
| 2010 | Iron Man 2                                   | Tony Stark/Iron Man         | |
| 2010 | Due Date                                     | Peter Highman               | Producentka Susan Downey |
| 2011 | Sherlock Holmes 2                            | Sherlock Holmes             | |
| 2012 | The Avengers                                 | Iron Man/Tony Stark         | |
| 2013 | Iron Man 3                                   | Iron Man/Tony Stark         | |
| 2014 | Sherlock Holmes 3" Sodnik                    | Sherlock Holmes Hank Palmer | |
| 2015 | The Avengers: Age of Ultron                  | Iron Man / Tony Stark       | |
| 2016 | Captain America: Civil War                   | Iron Man / Tony Stark       | |
| 2017 | Spider-man Homecoming                        | Iron Man / Tony Stark       | |
| 2018 | Avengers Infinity War                        | Iron Man / Tony Stark       | |
| 2019 | Avengers End Game                            | Iron Man / Tony Stark       | |
| 2020 | Dolittle                                     | Dolittle                    | |
| 2026 | Avengers Doomsday                            | Doctor Doom                 | |